# Bembidion haustum
Bembidion haustum är en skalbaggsart som beskrevs av Thomas Casey. Bembidion haustum ingår i släktet Bembidion och familjen jordlöpare. Inga underarter finns listade i Catalogue of Life.